# Джейш-ат-Тувар
Джейш-ат-Тувар (иногда ошибочно Джейш аль-Тувар; араб. جيش الثوار‎ — в переводе Армия революционеров) — вооружённая многонациональная сирийская повстанческая группировка, союзная с курдской группировкой Отряды народной самообороны (YPG) и участвующая с ней в Сирийской гражданской войне как часть Сирийских демократических сил. Группировка вела борьбу против алавитско-шиитского режима Башара Асада.

## История
Группировка была создана на севере Сирии в мае 2015 года из арабских, курдских и туркменских бойцов. Группировка была нацелена на борьбу как с Сирийским правительством, так и с боевиками террористической организации ИГ. Ожидалось, что эта группировка станет наиболее важным альянсом повстанцев на севере и укрепит демократические идеи среди них. Из-за своих связей с YPG группировка не поддерживалась Турцией. Позднее группировка покинула территории других повстанческих группировок и присоединилась к СДС. В данный момент враждует с другими повстанческими группировками из ССА, поддерживаемыми Турцией, обвиняя их в связях с ан-Нусрой. Группировка выступила против турецкой операции «Оливковая ветвь» в Африне и объявила, что отправит туда своих бойцов.
Армия революционеров была создана слиянием следующих группировок:
- Курдский фронт[5];
- Батальон северного солнца[5];
- 99-я пехотная бригада[5];
- 455-я бригада специального назначения;
- 755-й полк;
- Бригада мученика Юсуфа аль-Гузула[5];
- Бригада южного шторма[5];
- Бригада орлов сунны[5];
- Бригада честного обета[5];
- Бригада бойцов за справедливость[5];
- Бригада сельджука;
- остатки 30-й бригады;
- 50 бойцов Бригады горных ястребов, дезертировавших во время наступления на Дейр Джамал (городок в окрестностях Телль-Рифъата).

Следующие группировки вошли в состав Армии революционеров, но затем покинули её:
- Бригада султана Селима[5] (бригада сирийских туркмен);
- Революционный союз Хомса[5] (в феврале 2016 года присоединилась к Дивизии Султана Мурада);
- Бригада мучеников Атариба (в мае 2016 года присоединилась к Армии моджахедов);
- Бригада потомков Османа (в октябре 2015 года присоединилась к Операционному центру в Хуле);
- Революционное движение Фидаи (в августе 2015 вошла в Операционный центр Джейш аль-Наср, но в октябре покинула его из-за преобразования операционного центра в единую группировку);
- Бригада 313 (в октябре 2015 года присоединилась к Операционному центру в Хуле);
- Бригада аль-Гага (стала отдельной группировкой Северная Революционная Бригада).